# Erkki Endjala
Erkki  Endjala, eigentlich Erginus Hihepaali Endjala (* 25. März 1969 in Ouhwaala, Südwestafrika), ist ein namibischer Politiker der SWAPO und seit dem 21. April 2015 Regionalgouverneur von Omusati.

## Lebensweg
Endjala machte seinen Bachelorabschluss in Statistik am Simón Bolivar Technikon College im kubanischen Pinar del Río. Es folgte das Studium der Human Resources beim Intec College, das Endjala mit einem weiterführenden Diplom abschloss. Derzeit (Stand 2022) macht er seinen Master of Business Administration am schweizerischen Robert Kennedy College.
Endjala arbeitete zunächst im Controlling der Fischereiunternehmen Lalandji Fishing und Robben Sea Food im südafrikanischen Westkap. Anschließend wechselte er ins Fangflottenmanagement zur Coastal Marine nach Lüderitz und zu Pescanova Fishing. 